# Witalij Marcyw
Witalij Marcyw (ukr. Віталій Марцiв; ur. 29 czerwca 1983 w Swesie) – ukraiński biegacz narciarski, olimpijczyk.

## Wyniki
- C - styl klasyczny
- F - styl dowolny

### Igrzyska olimpijskie
| 2006 Turyn/Pragelato | 42 (sprint), 60 (15 km C), 19 (sztafeta sprinterska) |

### Mistrzostwa świata
| 2005 Oberstdorf | 72 (15 km F), 28 (sprint), 16 (sztafeta), 47 (50 km C), DNF (łączony 30 km.) |

### Mistrzostwa świata juniorów
| 2003 Solleftea | 37 (30 km F), 54 (10 km C), 52 (sprint) |

### Uniwersjada
| 2005 Innsbruck | 11 (sprint), 80 (10 km F), 38 (30 km F) |